# Mapillary
Mapillary is een internetdienst voor het delen van gegeotagde foto's. Het bedrijf Mapillary AB is gevestigd in Malmö, Zweden. De bedenkers willen letterlijk de hele wereld in beeld brengen door middel van crowdsourcing.

## Ontstaan
Het project startte in september 2013. Eind 2013 en begin 2014 werden zowel een iPhone- als een Android-app uitgebracht. Mapillary ontving in januari 2015 een startkapitaal van een groep investeerders geleid door Sequoia Capital.

## Overname door Facebook
In juni 2020 werd Mapillary door Facebook overgenomen.

## Werking

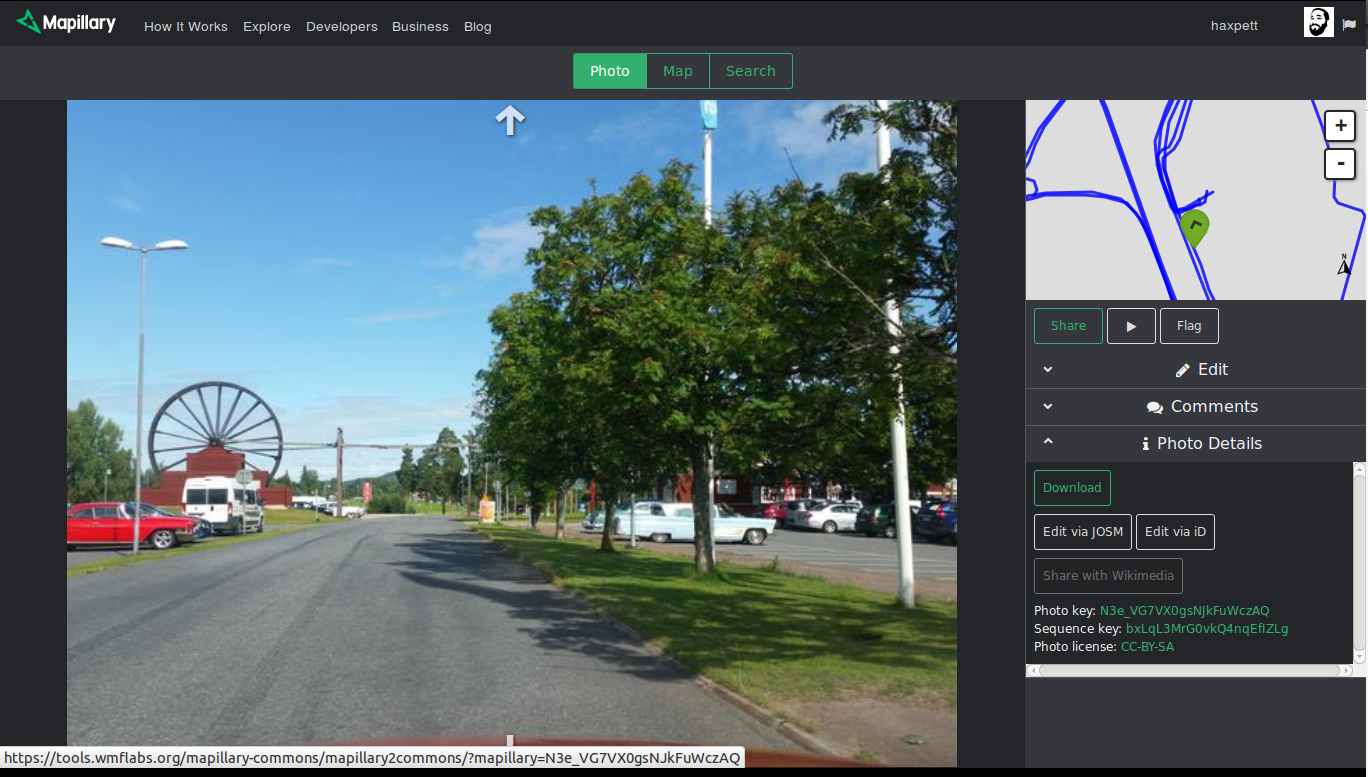
Screenshot website-interface

Gebruikers uploaden via de app of website afbeeldingen met geo-informatie. Dit kunnen honderden foto's zijn voor bijvoorbeeld een ritje op de fiets met een mobiele telefoon die elke seconde een foto maakt van de weg. Na het toevoegen van foto's worden kentekenplaten en mensen onherkenbaar gemaakt op de server van Mapillary. Daarnaast worden verkeersborden door een algoritme geïdentificeerd. Door het opensourcebeginsel en nadruk op foto's van straten is er een sterke koppeling met OpenStreetMap.
In oktober 2016 telde Mapillary bijna 95 miljoen foto's. Per september 2022 beweert Mapillary over meer dan een miljard beelden te beschikken uit 190 landen.